# Serdis statius
Serdis statius är en fjärilsart som beskrevs av Carl Plötz 1883. Serdis statius ingår i släktet Serdis och familjen tjockhuvuden. Inga underarter finns listade i Catalogue of Life.